# Nonant-le-Pin
Ne doit pas être confondu avec Nonant.
Nonant-le-Pin est une ancienne commune française, située dans le département de l'Orne en région Normandie, peuplée de 411 habitants.
En 2025, elle fusionne avec Les Authieux-du-Puits, La Genevraie, Godisson et Le Merlerault pour devenir Merlerault-le-Pin.

## Géographie

### Localisation
La commune de Nonant-le-Pin est située entre pays d'Auge, pays d'Ouche, campagne d'Alençon et plaine d'Argentan. Son bourg est à 5 km à l'ouest du Merlerault, à 12 km au sud-ouest de Gacé, à 12 km au nord de Sées, à 22 km à l'est d'Argentan et  à 35 km au nord d'Alençon.

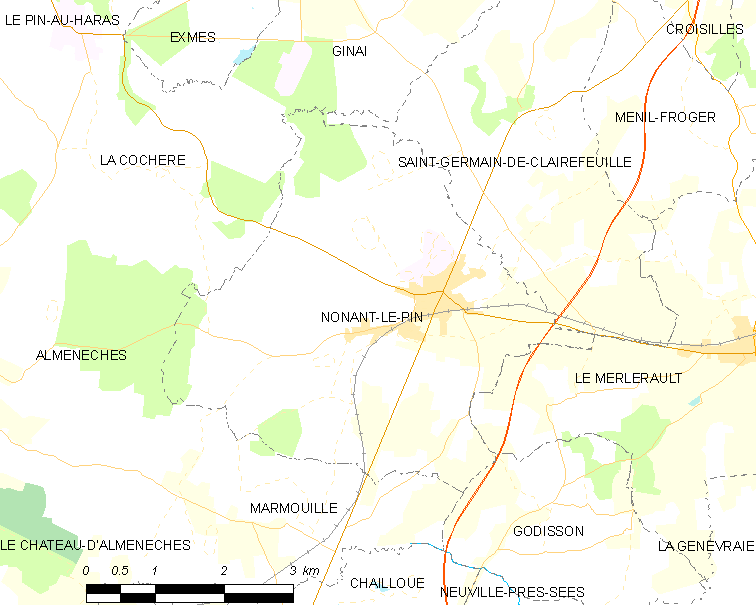
Situation de la commune.

### Communes limitrophes
| La Cochère | Ginai         | Saint-Germain-de-Clairefeuille |
| Almenêches | Nonant-le-Pin | Le Merlerault                  |
| Marmouillé |               | Godisson                       |

### Géologie et relief
Le point culminant (251 m) se situe en limite sud-ouest, dans le « Parc des Bois ». Le point le plus bas (180 m) correspond à la sortie de la Dieuge du territoire, à l'ouest. La commune est bocagère.

### Climat
Pour des articles plus généraux, voir Climat de la Normandie et Climat de l'Orne.
En 2010, le climat de la commune est de type climat océanique dégradé des plaines du Centre et du Nord, selon une étude du CNRS s'appuyant sur une série de données couvrant la période 1971-2000. En 2020, Météo-France publie une typologie des climats de la France métropolitaine dans laquelle la commune est dans une zone de transition entre le climat océanique et le climat océanique altéré et est dans la région climatique Normandie (Cotentin, Orne), caractérisée par une pluviométrie relativement élevée (850 mm/a) et un été frais (15,5 °C) et venté. Parallèlement le GIEC normand, un groupe régional d’experts sur le climat, différencie quant à lui, dans une étude de 2020, trois grands types de climats pour la région Normandie, nuancés à une échelle plus fine par les facteurs géographiques locaux. La commune est, selon ce zonage, exposée à un « climat des plateaux abrités », se caractérisant par une pluviométrie et des contraintes thermiques modérées mais aussi, par effet de continentalité, des températures plus contrastées qu'au nord dans la plaine de Caen, avec communément 10 à 15 jours par an de plus de froid en hiver et de chaleur en été.
Pour la période 1971-2000, la température annuelle moyenne est de 9,8 °C, avec une amplitude thermique annuelle de 14,1 °C. Le cumul annuel moyen de précipitations est de 758 mm, avec 12 jours de précipitations en janvier et 7,9 jours en juillet. Pour la période 1991-2020, la température moyenne annuelle observée sur la station météorologique la plus proche, située sur la commune du Merlerault à 5 km à vol d'oiseau, est de 0,0 °C et le cumul annuel moyen de précipitations est de 0,0 mm,. Pour l'avenir, les paramètres climatiques de la commune estimés pour 2050 selon différents scénarios d’émission de gaz à effet de serre sont consultables sur un site dédié publié par Météo-France en novembre 2022.

## Urbanisme

### Typologie
Au 1er janvier 2024, Nonant-le-Pin est catégorisée commune rurale à habitat dispersé, selon la nouvelle grille communale de densité à sept niveaux définie par l'Insee en 2022.
Elle est située hors unité urbaine et hors attraction des villes,.

### Occupation des sols
L'occupation des sols de la commune, telle qu'elle ressort de la base de données européenne d’occupation biophysique des sols Corine Land Cover (CLC), est marquée par l'importance des territoires agricoles (82,3 % en 2018), en diminution par rapport à 1990 (85 %). La répartition détaillée en 2018 est la suivante : 
prairies (63,9 %), terres arables (18,5 %), forêts (8,6 %), zones urbanisées (4,5 %), espaces verts artificialisés, non agricoles (3,1 %), zones industrielles ou commerciales et réseaux de communication (1,4 %). L'évolution de l’occupation des sols de la commune et de ses infrastructures peut être observée sur les différentes représentations cartographiques du territoire : la carte de Cassini (XVIIIe siècle), la carte d'état-major (1820-1866) et les cartes ou photos aériennes de l'IGN pour la période actuelle (1950 à aujourd'hui).

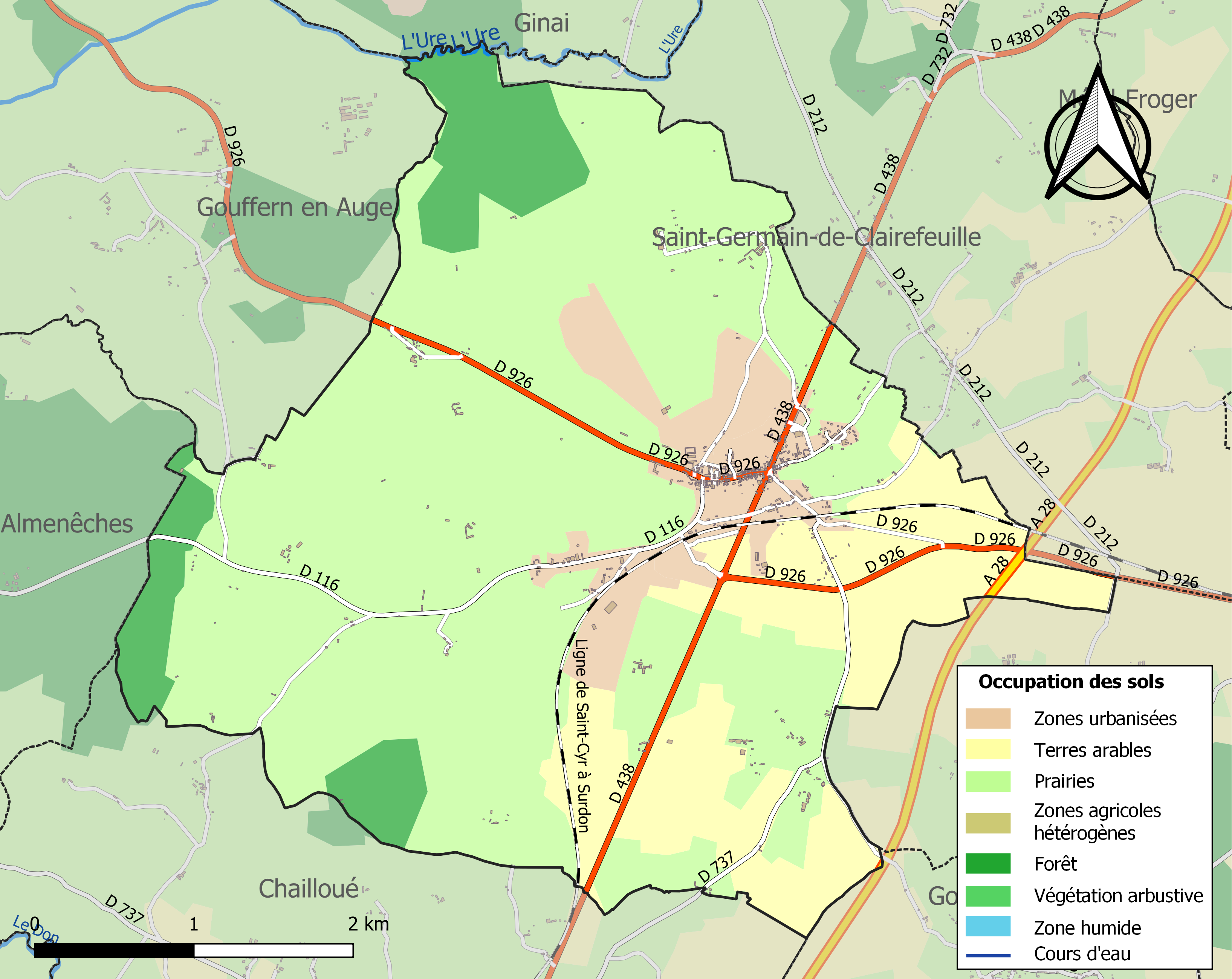
Carte des infrastructures et de l'occupation des sols de la commune en 2018 (CLC).

## Toponymie
Le toponyme Nonant est attesté sous la forme actuelle dès le XIe siècle.
Dans son recueil Récits du coin du feu édité en 1886, Charles du Haÿs récite ce sizain sur une origine mythique de Nonant :
« Nonant, vieux mot latin, quatre-vingt-dix veut dire.

Oui, mais qui vous dira le pourquoi, le parrain ?

Ne serait-ce César, qui le voulut écrire ?

À Lutèce il joignait la mer, par un chemin;

Nonante mille ici trouvant, se prit à dire :

Toi, tu seras Nonant, c'est ton nom, c'est certain ! »
Le latin de Gaule n'a cependant jamais adopté le système de numérotation décimale latine, notamment en Normandie, où seule la numérotation vigésimale héritée des gaulois, prévaut.
En réalité, le toponyme de Nonant représente l'évolution phonétique régulière d'un type toponymique celtique *Novionemeton, composé des éléments noviios « neuf, nouveau » et nemeton « sanctuaire » et que l'on retrouve dans Nanterre (Nemptu doro VIe siècle, d'un *Nemetoduru(m)) et Nampont (d'un Nemeto-pons),.
En 1891, Nonant devient Nonant-le-Pin, le Pin, emprunté aux lieux proches (Le Pin-au-Haras, le haras du Pin, forêt domaniale du Pin), permettant de lever l'homonymie avec un autre Nonant normand.
Le gentilé est Nonantais.

## Histoire

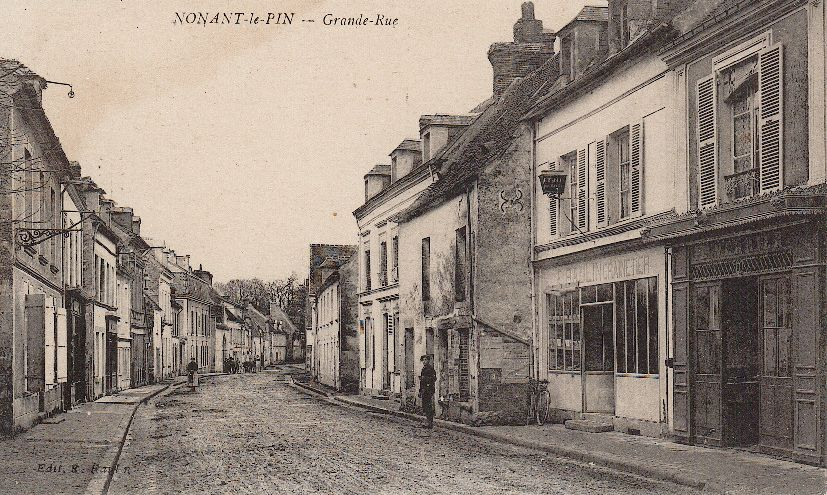
La Grande-Rue au début du XX.

L'affaire criminelle Marin Plessis le 13 janvier 1828.[pas clair]

## Politique et administration

### Liste des maires
Le conseil municipal est composé de onze membres dont le maire et deux adjoints.

### Écologie
Centre d'enfouissement

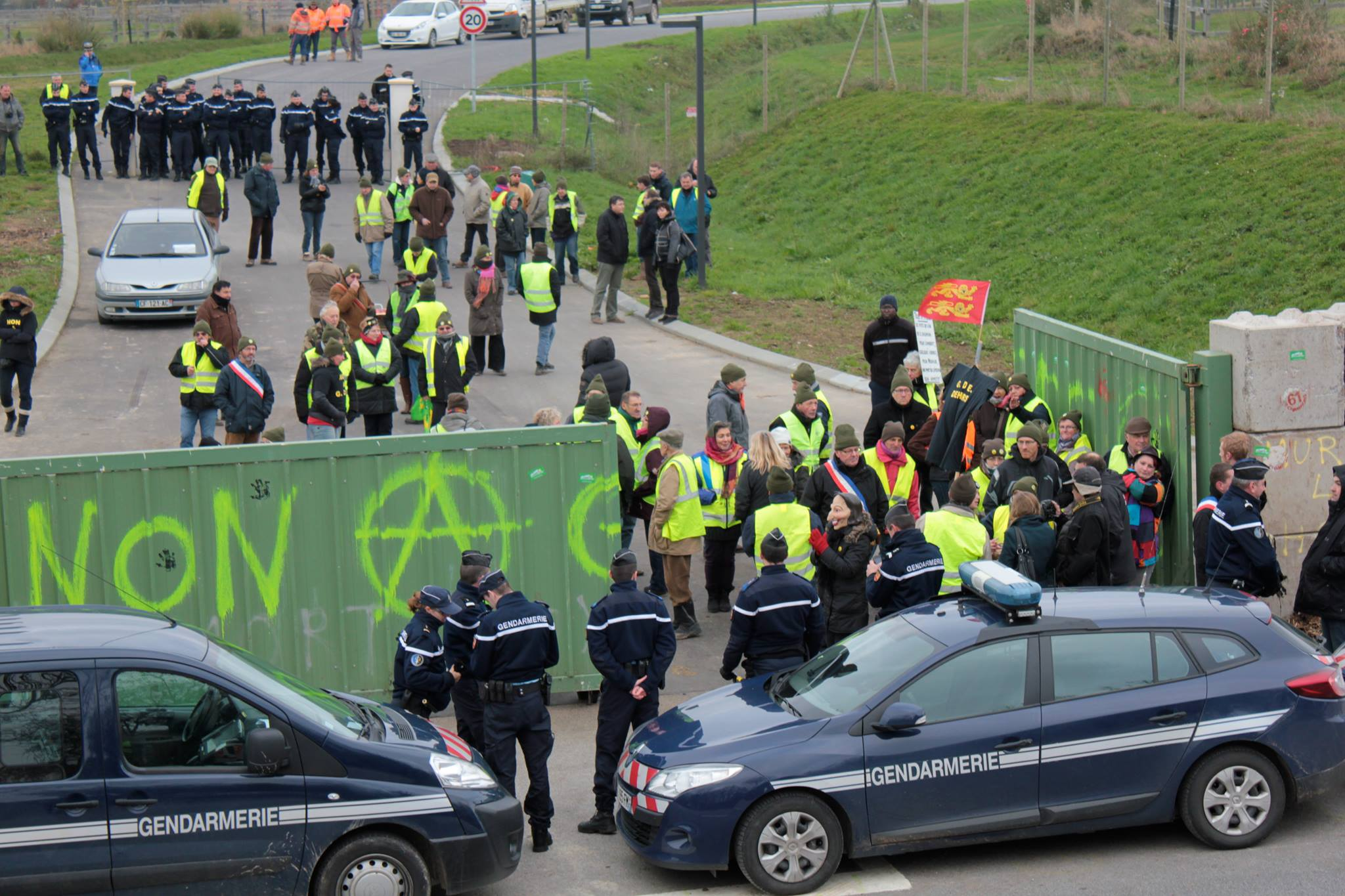
Centre d'enfouissement de Nonant-le-Pin, citoyens et forces de l'ordre en 2014.

L'implantation d'un centre de tri et d'enfouissement de déchets non recyclables issus du broyage d'automobiles usagées est normalement prévu pour 2013. Mais ce centre, géré par Guy Dauphin Environnement et d'une capacité prévue de 2,5 millions de tonnes, suscite la polémique, les opposants au projet (dont l'animateur Thierry Ardisson) craignent une pollution des sols et des eaux, ainsi qu'une rotation importante de camions, le tout préjudiciable à l'élevage des chevaux. Le 20 mai 2016, l'autorisation d’exploitation est annulée par la cour administrative d’appel de Nantes.

## Population et société

### Démographie
L'évolution du nombre d'habitants est connue à travers les recensements de la population effectués dans la commune depuis 1793. Pour les communes de moins de 10 000 habitants, une enquête de recensement portant sur toute la population est réalisée tous les cinq ans, les populations de référence des années intermédiaires étant quant à elles estimées par interpolation ou extrapolation. Pour la commune, le premier recensement exhaustif entrant dans le cadre du nouveau dispositif a été réalisé en 2005.
En 2022, la commune comptait 411 habitants, en évolution de −18,93 % par rapport à 2016 (Orne : −3,21 %, France hors Mayotte : +2,11 %).
Nonant a compté jusqu'à 917 habitants en 1846.
| 1793 | 1800 | 1806 | 1821 | 1836 | 1841 | 1846 | 1851 | 1856 |
| ---- | ---- | ---- | ---- | ---- | ---- | ---- | ---- | ---- |
| 615  | 626  | 719  | 735  | 889  | 878  | 917  | 863  | 811  |

| 1861 | 1866 | 1872 | 1876 | 1881 | 1886 | 1891 | 1896 | 1901 |
| ---- | ---- | ---- | ---- | ---- | ---- | ---- | ---- | ---- |
| 820  | 830  | 790  | 755  | 758  | 737  | 738  | 733  | 732  |

| 1906 | 1911 | 1921 | 1926 | 1931 | 1936 | 1946 | 1954 | 1962 |
| ---- | ---- | ---- | ---- | ---- | ---- | ---- | ---- | ---- |
| 700  | 740  | 673  | 736  | 727  | 776  | 759  | 771  | 752  |

| 1968 | 1975 | 1982 | 1990 | 1999 | 2005 | 2006 | 2010 | 2015 |
| ---- | ---- | ---- | ---- | ---- | ---- | ---- | ---- | ---- |
| 668  | 712  | 634  | 577  | 617  | 565  | 562  | 531  | 510  |

| 2020 | 2022 | - | - | - | - | - | - | - |
| ---- | ---- | - | - | - | - | - | - | - |
| 421  | 411  | - | - | - | - | - | - | - |

### Enseignement
La commune dispose d'un lycée-collège et d'une école primaire.[réf. nécessaire]

### Sports
- Vélo-Club nonantais, club de cyclisme, affilié à la Fédération française de cyclisme et à la Fédération sportive et gymnique du travail. Activité principale : route, avec une école de cyclisme (pré-licencié à minime), cadet, junior et adulte[29]. Le club a été présidé en 1949 par son créateur M. Ollivier (1949-1967), suivi par Aimable Forcinal (1967-1994), Maurice Véron (1994-1995), Henri Lecœur (1995-2001), Roland Boyard (2001-2004), Francis Girard (2004-2012) et Anthony Léveillé (à partir de 2012). En 2013, le club compte deux présidents d'honneur, neuf dirigeants, dix adhérents, huit enfants en école de cyclisme, sept cadets, dix adultes FFC, dix adultes FSGT, certains ont la double licence. Le club a organisé la 3e manche du challenge régional junior au Merlerault, le trophée départemental des écoles de cyclisme à Sainte-Gauburge-Sainte-Colombe et une école de cyclisme dans la même commune, lors de la fête communale.
- Tennis de table.

La commune dispose d'une salle omnisports / salle des fêtes.

## Économie
La commune est située au « cœur du pays des haras» et vit principalement de l'élevage de chevaux. Le village a depuis peu[Quand ?] un épicier, une boulangerie, un bistro-restaurant.

## Culture locale et patrimoine

### Lieux et monuments
- Église Saint-Blaise-Saint-Cyr-Sainte-Julitte des XIe – XIIe siècles.
- Ruines du château, entouré de fossés, des marquis de Nonant[30],[31] : tour et chapelle castrale du XVe siècle.
- Haras.
- La gare de Nonant-le-Pin.

### Personnalités liées à la commune
- Charles-Paul Landon (1760-1826), peintre, historien d'art et conservateur du musée du Louvre, né à Nonant.
- Alphonsine Plessis dite Marie Duplessis, dépeinte sous les traits de Marguerite Gautier dans le roman La Dame aux camélias (1824-1847), née à Nonant où elle a vécu jusqu’à l'âge de 14 ans.